# ويلسونفيل
ويلسونفيل (بالإنجليزية: Wilsonville, Oregon)‏ هي مدينة تقع في مقاطعة كلاكماس، أوريغون, مقاطعة واشنطن، أوريغون بولاية أوريغون في الولايات المتحدة. تبلغ مساحة هذه المدينة 19.22 (كم²)، وترتفع عن سطح البحر 47 م، بلغ عدد سكانها 19509 نسمة في عام 2010 حسب إحصاء مكتب تعداد الولايات المتحدة.

## التركيبة السكانية
قام مكتب تعداد الولايات المتحدة بتحديد بيانات التركيبة السكانية لويلسونفيلفي تعداد الولايات المتحدة. في ما يلي، التركيبة السكانية حسب تعدادي 2000 و2010.

### تعداد عام 2000
بلغ عدد سكان ويلسونفيل 13,991 نسمة بحسب تعداد عام 2000، وبلغ عدد الأسر 5,937 أسرة وعدد العائلات 3,775 عائلة مقيمة في المدينة. في حين سجلت الكثافة السكانية 2,085.3 نسمة لكل ميل مربع (805.1/كم2). وبلغ عدد الوحدات السكنية 6,407 وحدة بمتوسط كثافة قدره 954.9 نسمة لكل ميل مربع (368.7/كم2).
وتوزع التركيب العرقي للمدينة بنسبة 90.5% من البيض و 0.7% من الأمريكيين الأصليين و 2.2% من الأمريكيين ذوي الأصول الآسيوية و 0.2% من سكان جزر المحيط الهادئ و 0.7% من الأمريكيين الأفارقة و 3.2% من الأعراق الأخرى و 2.7% من عرقين مختلطين أو أكثر. فيما شكل الهسبانيون أو اللاتينيون من أي عرق نسبة 6.9% من السكان.
بلغ عدد الأسر 5,937 أسرة كانت نسبة 30.4% منها لديها أطفال تحت سن الثامنة عشر تعيش معهم، وبلغت نسبة الأزواج القاطنين مع بعضهم البعض 51.5% من أصل المجموع الكلي للأسر، ونسبة 8.3% من الأسر كان لديها معيلات من الإناث دون وجود شريك، وكانت نسبة 36.4% من غير العائلات. تألفت نسبة 28.3% من أصل جميع الأسر من أفراد ونسبة 9.7% كانوا يعيش معهم شخص وحيد يبلغ من العمر 65 عاماً فما فوق. وبلغ متوسط حجم الأسرة المعيشية 2.89، أما متوسط حجم العائلات فبلغ 2.34.
بلغ العمر الوسطي للسكان 35 عاماً. وكانت نسبة 24.6% من القاطنين تحت سن الثامنة عشر، وكانت نسبة 9.4% بين الثامنة عشر والأربعة وعشرون عاماً، ونسبة 31.4% كانت واقعةً في الفئة العمرية ما بين الخامسة والعشرون حتى والأربعة وأربعون عاماً، ونسبة 20.2% كانت ما بين الخامسة والأربعون حتى الرابعة والستون، ونسبة 14.4% كانت ضمن فئة الخامسة والستون عاماً فما فوق. يوجد لكل 100 أنثى 94.5 ذكر، ويوجد لكل 100 أنثى في الثامنة عشر من عمرها فما فوق 91.7 ذكر.
بلغ متوسط دخل الأسرة في المدينة 52,515 دولار، أما متوسط دخل العائلة فبلغ 65,172 دولار. وكان متوسط دخل الذكور 43,480 دولار مقابل 28,395 دولار للإناث. وسجل دخل الفرد الخاص بالمدينة 29,786 دولار. وكانت نسبة 3.0% من العائلات ونسبة 5.6% من السكان تحت خط الفقر، وكان من هؤلاء نسبة 3.7% تحت سن الثامنة عشر ونسبة 8.2% في الخامسة والستين من العمر وما فوق.

### تعداد عام 2010
بلغ عدد سكان ويلسونفيل 19,509 نسمة بحسب تعداد عام 2010، وبلغ عدد الأسر 7,859 أسرة وعدد العائلات 4,658 عائلة مقيمة في المدينة. في حين سجلت الكثافة السكانية 2,705.8 نسمة لكل ميل مربع (1,044.7/كم2). وبلغ عدد الوحدات السكنية 8,487 وحدة بمتوسط كثافة قدره 1,177.1 لكل ميل مربع (454.5/كم2).
وتوزع التركيب العرقي للمدينة بنسبة 85.3% من البيض و 1.0% من الأمريكيين الأصليين و 3.8% من الأمريكيين ذوي الأصول الآسيوية و 0.4% من سكان جزر المحيط الهادئ و 1.5% من الأمريكيين الأفارقة و 3.2% من عرقين مختلطين أو أكثر.
بلغ عدد الأسر 7,859 أسرة كانت نسبة 29.9% منها لديها أطفال تحت سن الثامنة عشر تعيش معهم، وبلغت نسبة الأزواج القاطنين مع بعضهم البعض 45.3% من أصل المجموع الكلي للأسر، ونسبة 10.0% من الأسر كان لديها معيلات من الإناث دون وجود شريك، بينما كانت نسبة 4.0% من الأسر لديها معيلون من الذكور دون وجود شريكة وكانت نسبة 40.7% من غير العائلات. تألفت نسبة 32.9% من أصل جميع الأسر من أفراد ونسبة 11.8% كانوا يعيش معهم شخص وحيد يبلغ من العمر 65 عاماً فما فوق. وبلغ متوسط حجم الأسرة المعيشية 2.93، أما متوسط حجم العائلات فبلغ 2.28.
بلغ العمر الوسطي للسكان 36.2 عاماً. وكانت نسبة 22% من القاطنين تحت سن الثامنة عشر، وكانت نسبة 8.8% بين الثامنة عشر والأربعة وعشرون عاماً، ونسبة 32.2% كانت واقعةً في الفئة العمرية ما بين الخامسة والعشرون حتى والأربعة وأربعون عاماً، ونسبة 23.8% كانت ما بين الخامسة والأربعون حتى الرابعة والستون، ونسبة 13.3% كانت ضمن فئة الخامسة والستون عاماً فما فوق. وتوزع التركيب الجنسي للسكان بنسبة 46.6% ذكور و53.4% إناث.

## وصلات خارجية
- http://www.ci.wilsonville.or.us/
- The US50 - Cities and Towns in Oregon State